# Jôf di Montasio
Jôf di Montasio (italiano), Montaž (esloveno) o Bramkofel (alemán) es una montaña de los Alpes situada en la provincia de Udine, región italiana de Friuli-Venecia Julia. Con una altitud de 2.754 m s. n. m. es el segundo pico en altitud de los Alpes Julianos, superado tan solo por el monte Triglav o Tricorno, del que constituye la contraparte italiana. El nombre original en esloveno de la montaña es Špik nad Policami o Poliški Špik, sin embargo, hoy en día el más usado es Montaž, tomado prestado del italiano. En la cima de la montaña hay una cruz y una campana en memoria de Riccardo Deffar. Su maciza silueta destaca al norme sobre la localidad de Malborghetto Valbruna, al oeste el pueblo de Dogna, al sur la estación de esquí de Sella Nevea. 
Su cima fue alcanzada después de muchos intentos por vez primera en el año 1877 por el austriaco Herman Findenegg desde el lado sur.
La mayor parte de las vías por la cara norte, sin embargo, fueron abiertas por el célebre alpinista Julius Kugy a principios del siglo XX y pocos años después, durante la Primera Guerra Mundial, se convirtió en zona de guerra; el mismo Kugy, a pesar de tener 57 años, durante el conflicto fue Alpenreferent (asesor alpino) del ejército austro-húngaro en este sector, por su perfecto conocimiento de la zona.
La guerra sobre Montasio, como en toda todos los Julianos, acabó en octubre del año 1917 a causa de la batalla de Caporetto. Aún hoy si se va hacia el Jôf di Montasio es fácil encontrarse restos bélicos como esquirlas de granada, casamatas, retículas, cuando no directamente bombas sin explotar.